# Moisej Kogan
Moisej Kogan (Russisch: Моисей Герцевич Коган, Moisej Gertsevitsj Kogan) (Orhei, Moldavië, 24 mei 1879 - Auschwitz, 3 maart 1943) was een Joods-Russische beeldhouwer en graficus.

## Leven en werk
Kogan werd geboren in het voormalige Bessarabië, dat destijds deel uitmaakte van Rusland. In 1889 nam hij in de Hongaarse kunstenaarskolonie Nagybánya les van de Hongaarse schilder Sim Hollósy. Hij verhuisde in 1903 naar München, waar hij eerst het Lehr- und Versuchs-Atelier für angewandte und freie Kunst bezocht en vervolgens bij Wilhelm von Rümann studeerde aan de Akademie der Bildenden Künste. In 1908 nam hij in Parijs deel aan de expositie van de Salon d'Automne. In München werd hij in 1909 lid van de expressionistische kunstenaarsvereniging Neue Künstlervereiniging München. Karl Ernst Osthaus uit Hagen bood hem een docentschap aan de kunstopleiding van het Folkwang Museum aan, maar Kogan hield het er niet lang uit. Op uitnodiging van Henry Van de Velde gaf hij kortstondig les aan de Kunstgewerbeschule Weimar (het latere Bauhaus zu Weimar) in Weimar. De rusteloze kunstenaar woonde afwisselend in München, Berlijn, Zwitserland en Parijs, waar hij na 1911 voornamelijk leefde. Hij was als, weinig succesvol, beeldhouwer en als graficus werkzaam en illustreerde boeken met litho's en houtsnedes. Kogan kreeg wel erkenning voor zijn werk van de beeldhouwers Auguste Rodin en Aristide Maillol en was jurylid van de Salon d'Automne, waarvan hij in 1925 werd gekozen als vicevoorzitter.
In 1933 werd Kogans werk in Duitsland als Entartete Kunst aangemerkt en in 1938 werden enige werken tentoongesteld in de Berlijnse expositie Entartete Kunst. Kogan trok zich steeds meer uit het openbare leven terug. Bij het uitbreken van de Tweede Wereldoorlog ontvluchtten zijn Joods-Russische vrienden, onder anderen Marc Chagall en Jacques Lipchitz, Frankrijk, maar Kogan bleef in Parijs. Hij werd in februari 1942 gearresteerd en in Kamp Drancy geïnterneerd. Op 22 februari 1943 volgde zijn deportatie naar concentratiekamp Auschwitz, waar hij op 3 maart werd vermoord.
In 1947 werd in Galerie ZAK in Parijs een herdenkingstentoonstelling aan Kogan gewijd.

## Kogan en Nederland
Kogan bezocht Nederland in 1924 voor het eerst als invité van Otto van Rees, die hij sinds 1912 uit Parijs kende en deze heeft hem bij Hendrik Wiegersma geïntroduceerd. In 1928 was hij weer in Nederland en van 1933 tot 1936 woonde hij er.
Kogan was tijdens de jaren twintig en dertig in kringen van Nederlandse beeldhouwers befaamd om zijn werk en zijn naam werd genoemd in overzichten van de Nederlandse beeldhouwkunst sinds de jaren dertig. De enige publicatie over Kogan tijdens zijn leven is van de dichter en kunstcriticus Jan Engelman. Voor Frits van Hall, Jan Havermans en Jan Meefout was hij een leermeester. Andere kunstenaars, die hem bewonderden en zijn werk verzamelden waren Kasper Niehaus, Jan Bronner, Mari Andriessen, Hildo Krop, John Rädecker en Han Wezelaar. In 1939 schonken zij een werk van Kogan aan het Stedelijk Museum (Amsterdam) in Amsterdam, waar het naast andere werken van zijn hand te zien was op de tentoonstelling Rondom Rodin. Honderd jaar Fransche Sculptuur.
Vanwege zijn rol als kunstenaar en als actievoerder werd Kogan in juli 1945 als enige buitenlander opgenomen in de tentoonstelling Kunst in het harnas in het Stedelijk Museum.